# 笹倉綾人
笹倉綾人（1月19日—）是日本女性漫畫家。
舊名佐倉綾乃（さくら あやの），為繪畫女性向漫畫時所使用的筆名。

## 經歷
現在筆名是的來源為舊名佐倉綾乃。即在名稱先頭加上，並將「乃」改成「人」（公式網頁）。

## 作品列表
- 加速世界外傳（2012年～2017「月刊Comic電擊大王」連載中、八本完結）
- 灼眼的夏娜（2005年～2011、MediaWorks「月刊Comic電擊大王」連載中、十本完結）
- 少女流幸福攫取論（2004年6月25日、茜新社、成人漫畫、ISBN 4871826783）
- （2008年6月27日、茜新社、成人漫畫、ISBN 4863490054）
- Flyable Heart（2009年3月19日發售、UNiSONSHIFT:Blossom、成人遊戲、與及共同參與原畫製作）
- 少年ドルチェ（2009年12月18日、茜新社、偽娘正太系成人漫畫、ISBN 4863491182）
- 君之余影静静摇曳（2010年5月28日發售、UNiSONSHIFT:Blossom、成人遊戲、與及共同參與原畫製作）
- Flyable CandyHeart（2011年2月25日發售、UNiSONSHIFT:Blossom、成人遊戲、與及共同參與原畫製作）

## 外部連結
- （公式網頁）